# Vuelta a Colombia 1956
La 6.ª edición de la Vuelta a Colombia tuvo lugar entre el 7 y el 24 de junio de 1956. El antioqueño Ramón Hoyos Vallejo del equipo Antioquia A se coronó por cuarta vez como campeón de la Vuelta con un tiempo de 69 h, 1 min y 7 s.

## Equipos participantes
| Equipo                                                       | Categoría  |
| ------------------------------------------------------------ | ---------- |
| Antioquia A                                                  | Aficionado |
| Antioquia B                                                  | Aficionado |
| Boyacá                                                       | Aficionado |
| Caldas                                                       | Aficionado |
| Cundinamarca A                                               | Aficionado |
| Cundinamarca B                                               | Aficionado |
| Fuerzas Armadas                                              | Aficionado |
| Guatemala                                                    | Aficionado |
| Independientes (Antioquia, Cundinamarca, Batallón Antiaéreo) | Aficionado |
| Norte de Santander                                           | Aficionado |
| Santander                                                    | Aficionado |
| Tolima                                                       | Aficionado |
| Valle                                                        | Aficionado |

## Etapas
| Etapa      | Fecha       | Recorrido                  | Distancia (km)     | Ganador                           | Líder               |                    |
| ---------- | ----------- | -------------------------- | ------------------ | --------------------------------- | ------------------- | ------------------ |
| 1.ª etapa  | 7 de junio  | Bucaramanga - San Gil      | 98                 | Benjamín Jiménez                  | Benjamín Jiménez    |                    |
| 2.ª etapa  | 8 de junio  | San Gil - Duitama          | 144                | Guillermo Campos                  | Guillermo Campos    |                    |
| 3.ª etapa  | 9 de junio  | Duitama - Tunja            | 57 (CRI)           | Ramón Hoyos Vallejo               | Efraín Forero       |                    |
| 4.ª etapa  | 10 de junio | Tunja - Bogotá             | 144                | Guillermo Campos                  | Efraín Forero       |                    |
|            | 11 de junio | Descanso en Bogotá         | Descanso en Bogotá | Descanso en Bogotá                | Descanso en Bogotá  | Descanso en Bogotá |
| 5.ª etapa  | 12 de junio | Bogotá - Honda             | 162                | Ramón Hoyos Vallejo               | Efraín Forero       |                    |
| 6.ª etapa  | 13 de junio | Honda - Fresno             | 44                 | Francisco Otalvaro                | Efraín Forero       |                    |
| 7.ª etapa  | 14 de junio | Fresno - Manizales         | 98                 | Ramón Hoyos Vallejo               | Jorge Alfonso Luque |                    |
| 8.ª etapa  | 15 de junio | Manizales - Aguadas        | 126                | Ramón Hoyos Vallejo               | Ramón Hoyos Vallejo |                    |
| 9.ª etapa  | 16 de junio | Aguadas - Medellín         | 125                | Jorge Alfonso Luque               | Jorge Alfonso Luque |                    |
| 10.ª etapa | 17 de junio | Circuito en Medellín       | 56                 | Héctor Mesa Monsalve              | Ramón Hoyos Vallejo |                    |
| 11.ª etapa | 18 de junio | Medellín - Riosucio        | 154                | Ramón Hoyos Vallejo               | Ramón Hoyos Vallejo |                    |
| 12.ª etapa | 19 de junio | Riosucio - Pereira         | 124                | Ramón Hoyos Vallejo               | Ramón Hoyos Vallejo |                    |
| 13.ª etapa | 20 de junio | Pereira - Cali             | 219                | Luis Penagos                      | Ramón Hoyos Vallejo |                    |
| 14.ª etapa | 21 de junio | Tramo 1: Cali - Palmira    | 30 (CRI)           | (Luis Penagos)                    | Ramón Hoyos Vallejo |                    |
| 14.ª etapa | 21 de junio | Tramo 2: Palmira - Cartago | 159                | (Arturo Castellanos) Luis Penagos | Ramón Hoyos Vallejo |                    |
| 15.ª etapa | 22 de junio | Cartago - Ibagué           | 167                | Ramón Hoyos Vallejo               | Ramón Hoyos Vallejo |                    |
| 16.ª etapa | 23 de junio | Ibagué - Melgar            | 99                 | Ramón Hoyos Vallejo               | Ramón Hoyos Vallejo |                    |
| 17.ª etapa | 24 de junio | Melgar - Bogotá            | 105                | Víctor Canel                      | Ramón Hoyos Vallejo |                    |

## Clasificaciones finales

### Clasificación general
Los diez primeros en la clasificación general final fueron:
| Clasificación general |                      |                 |                   |
| Ciclista              | Ciclista             | Equipo          | Tiempo            |
| --------------------- | -------------------- | --------------- | ----------------- |
| 1.º                   | Ramón Hoyos Vallejo  | Antioquia A     | 69 h 01 min 07 s  |
| 2.º                   | Jorge Alfonso Luque  | Cundinamarca B  | + 51 min 07 s     |
| 3.º                   | Efraín Forero        | Cundinamarca A  | + 1 h 07 min 40 s |
| 4.º                   | Francisco Otálvaro   | Antioquia B     | + 1 h 08 min 54 s |
| 5.º                   | Héctor Mesa Monsalve | Antioquia B     | + 1 h 15 min 20 s |
| 6.º                   | Justo Londoño        | Independiente   | + 1 h 21 min 54 s |
| 7.º                   | Octavio Olarte       | Fuerzas Armadas | + 1 h 29 min 49 s |
| 8.º                   | Reinaldo Medina      | Antioquia A     | + 1 h 36 min 17 s |
| 9.º                   | Honorio Rúa          | Antioquia A     | + 1 h 54 min 26 s |
| 10.º                  | Eduardo Bustos       | Cundinamarca B  | + 2 h 25 min 23 s |

### Clasificación de la montaña
| Clasificación de la montaña |                     |                |        |
| Ciclista                    | Ciclista            | Equipo         | Puntos |
| --------------------------- | ------------------- | -------------- | ------ |
| 1.º                         | Ramón Hoyos Vallejo | Antioquia A    | 81     |
| 2.º                         | Jorge Alfonso Luque | Cundinamarca B | 44     |
| 3.º                         | Efraín Forero       | Cundinamarca A | 41     |

### Clasificación por equipos
| Clasificación por equipos |                |                   |
| Equipo                    | Equipo         | Tiempo            |
| ------------------------- | -------------- | ----------------- |
| 1.º                       | Antioquia A    | 210 h 34 min 04 s |
| 2.º                       | Antioquia B    | + 2 h 01 min 07 s |
| 3.º                       | Cundinamarca A | + 3 h 02 min 31 s |